# Ратмирова Олена Павлівна

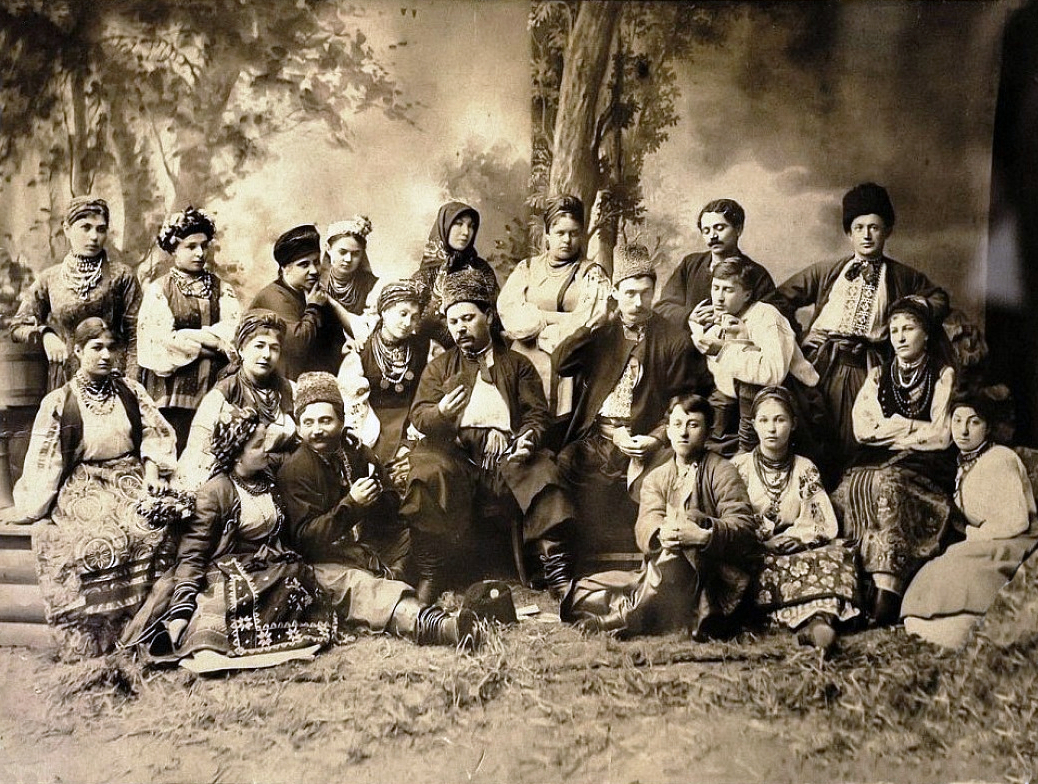
Трупа Кропивницького (сцена гри у карти), друга пол. 1880-х рр. Вгорі, з лївого боку починаючи: Нечай, Черновська, Затиркевич, Мартиненко, Нечай, Переверзева, Глєбов, Загорський.
Середнїй ряд: Доленко, Маркова, Заньковецька, Кропивницький, Садовський, Петро Карпенко, Ратмірова.
На долї: Хильченко (Тобилевичева), Саксаганський, Максимович, Полянська, Косюра

Ратмирова Олена (1869, Новохоперськ, нині Воронезька область — 1927, Новочеркаськ, Ростовська область) — українська оперна співачка, мецо-сопрано і драматична акторка побутового театру.
У 1884—1892 роках працювала у трупах М. Кропивницького, 1894—1898 — Г. Деркача, далі мала власну трупу, з 1900-х років у О. Суслова та ін.
Перша виконавиця ролі Катерини в однойменній опері М. Аркаса; Наталка («Наталка Полтавка» І. Котляревського), Олена («Глитай, абож павук» М. Кропивницького), Стеха («Назар Стодоля» Т. Шевченка), Гощинська («Блакитна Троянда» Лесі Українки) та ін.
Записувалась на платівки. Брала участь у заходах новочеркаської «Просвіти».